# Marchio di qualità Alto Adige
Il marchio di qualità Alto Adige (in ted. Qualitätszeichen Südtirol) è un marchio ombrello regionale con indicazione di provenienza geografica che si applica a determinati prodotti agroalimentari. Esso garantisce la provenienza da un'area geografica specifica, ovvero l'Alto Adige e una qualità superiore agli standard previsti dalla legge. Enti indipendenti e accreditati verificano il rispetto dei criteri di qualità.

## Storia
Il marchio di tutela “Alto Adige" nacque nel 1976 e fu il primo marchio di qualità in Europa. In un primo tempo venne utilizzato per tutelare dalle contraffazioni mele e vino, ma col tempo fu esteso anche ad altri prodotti.
Il 2005 fu l'anno del marchio “Qualità Alto Adige”. I prodotti col marchio di qualità sono pertanto una garanzia di qualità dall'Alto Adige certificata.

## I vantaggi
Il marchio di qualità serve come segno di riconoscimento per i consumatori. Tutti i prodotti con marchio di qualità Alto Adige garantiscono:
- provenienza dall'Alto Adige
- metodi di produzione tradizionali
- qualità superiore agli standard previsti dalla legge
- rispetto di rigorosi criteri di qualità
- controlli periodici sulla qualità da parte di enti indipendenti e accreditati[6]

## Inquadramento normativo
Il marchio di qualità rispecchia le normative previste dall'UE ed è stato approvato dalla Commissione europea nel 2005. È disciplinato dalla legge provinciale Nr. 12/2005. Titolare del marchio di qualità è la Provincia autonoma di Bolzano.

## Controlli
Il marchio di qualità Alto Adige può essere utilizzato per prodotti agricoli e alimentari che rispecchiano le direttive e i rigorosi criteri previsti dai rispettivi disciplinari. I produttori ricevono regolarmente visite di ispettori indipendenti, che controllano il rispetto dei disciplinari di produzione.

## Gruppi di prodotti

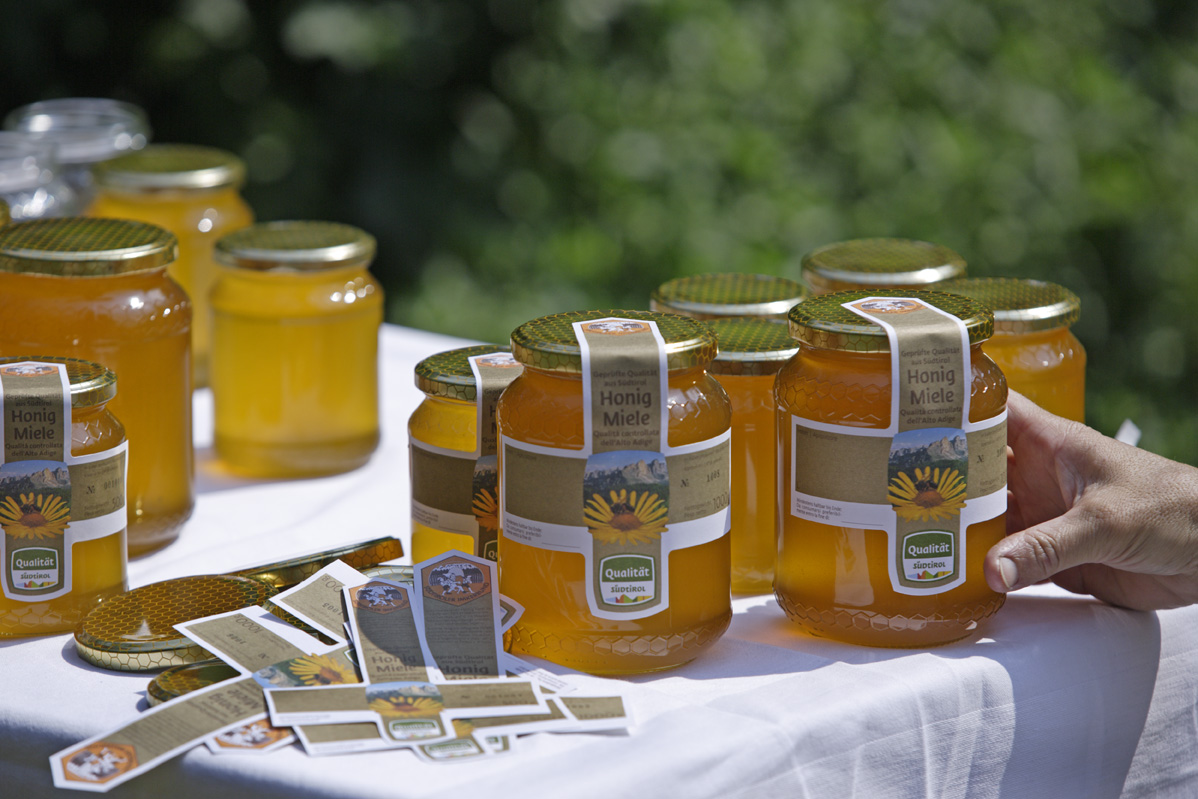
Miele dell‘Alto Adige con marchio di qualità Alto Adige

16 prodotti, o meglio categorie di prodotti possono riportare il marchio di qualità: 
- succo di mela
- strudel di mele
- piccoli frutti
- birra
- pane
- uova di galline ruspanti
- verdure e patate
- grappa
- miele
- ciliegie
- canederli di speck e di formaggio
- confetture
- erbe aromatiche
- latte
- carne di manzo
- frutta secca